# Santung
Santung (Shandong) (kínai: 山东, kiejtéseⓘ, pinjin: Shāndōng, magyaros átírással: Santung) a Kínai Népköztársaság keleti részén fekvő tartomány. Székhelye és legnagyobb városa a tartomány középső részén található Csinan (Jinan). Santung fontos szerepet játszott a kínai történelemben egészen a kezdetektől. Kulturális és vallási központként otthont adott a taoizmus, a kínai buddhizmus és a konfucianizmus számára. A tartományban található Taj-hegy a taoizmus legszentebb hegye, a világ egyik legősibb, folyamatosan látogatott zarándokhelye. A tartományi székhelytől délre található buddhista templomok országos jelentőségűek. Csüfu (Qufu) város Konfuciusz szülőhelye és a róla elnevezett vallás központja. Földrajzi elhelyezkedése miatt a tartomány jelentős gazdasági központtá vált. A 19. század hosszú politikai és gazdasági bizonytalansága után Santung mára az ország egyik legnépesebb (101 527 453 – 2020-ban) és befolyásosabb tartománya lett. A santung selyemszövet a tartományról kapta a nevét.

## Történelem
A Kínai-alföld keleti csücskében található tartomány a legrégibb idők óta a kínai kultúra befolyása alatt áll. A legelső dinasztiák (a Szung és a Csou-dinasztia) különböző mértékben vonták uralmuk alá Nyugat-Santungot, míg a terület keleti részén "barbár" törzsek éltek. Ők az évszázadok során lassanként maguk is kínaivá váltak.
A tavasz és ősz korában valamint a Hadakozó fejedelemségek korában megszilárdultak a helyi államok. Santungban ekkor két erős állam alakult ki: Csi és Lu állam. Lu Konfuciusz szülőhelyeként ismert, azonban kis mérete következtében végül behódolt a hatalmas Csu állam előtt.
A Csin-dinasztia elpusztította Csi államott és megalapította az első központosított kínai államot i.e. 221-ben. Az ezt követő Han-dinasztia két tartományt hozott létre, a mai Santung területén. A 3-5. század környékén felerősödtek a nomád népek támadásai északról és a terület többször is gazdát cserélt. A 6. század végén a Szuj-dinasztiának sikerült újra egységet teremtenie, majd a Tang-dinasztia idején aranykorát élte a terület. Ezt követően, az öt dinasztia és a tíz királyság korában állandó volt a háborúskodás. Santung az Észak-Kínában uralkodó pusztai nomád eredetű "öt dinasztia" területéhez tartozott. A Szung-dinasztia a 10. század végén újra egyesítette Kínát, ám 1142-ben Észak-Kínát, benne a mai Santung tartományt – kénytelenek voltak átadni a Csin-dinasztiának.
Santung tartományt a Ming-dinasztia idején szervezték meg. Akkoriban a mai Liaoning tartomány déli része is Santunghoz tartozott. A tartomány északi szomszédságában élő mandzsuk lassanként kivívták függetlenségüket Kínától, majd 1644-re ők foglalták el egész Kínát. A mandzsu alapítású Csing-dinasztia uralkodása alatt Santung határai már nagyjából ott húzódtak, ahol ma.

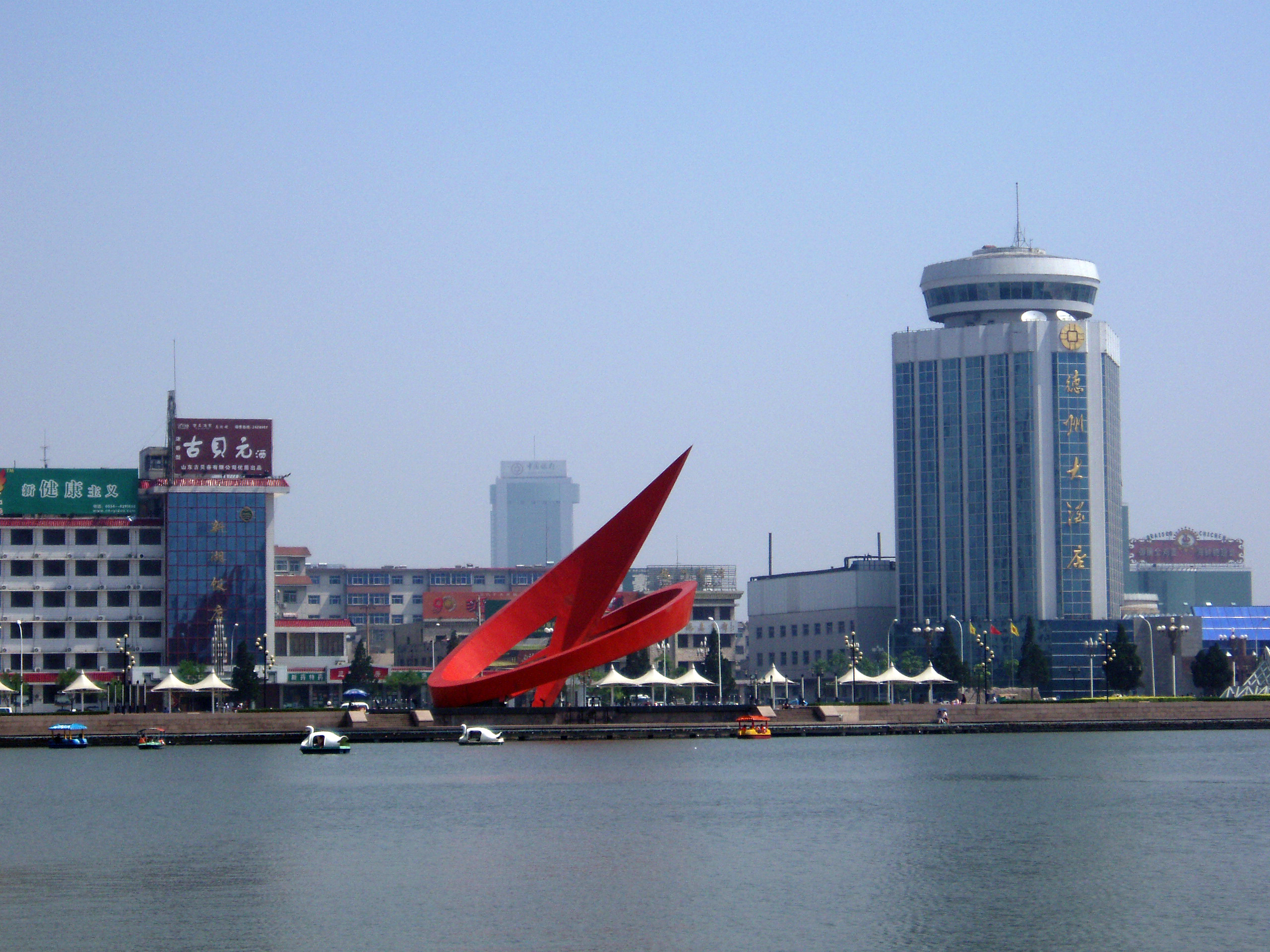
Töcsou (Dezhou), Santung (Shandong).

Mandzsúriát 1860-ban megnyitották a han kínaiak bevándorlása előtt. Oda a legtöbben Santung tartományból érkeztek.
A 19. században Kína erős nyugati hatásnak volt kitéve. A tengerparton fekvő Santung tartományban különösen érezhető volt a külföldi befolyás. 1897-ben Csingtao Németország bérelt területe lett, egy évvel később pedig Vejhaj (Weihai) várost és környékét vették bérbe a britek. Akkoriban a tartomány többi részét német érdekszférának tekintették. Sokféle ok miatt, de nem függetlenül a külföldiek behatolásától, a tartományt erősen sújtotta az 1900-ban kitört bokszerlázadás. A tartomány katonai parancsnokává még 1899-ben Jüan Si-kajt, Kína legjobban felszerelt hadseregének vezetőjét nevezték ki.
Az 1. világháború következményeként Németország elveszítette Csingtao várost és befolyását egész Santung fölött. A Versailles-i békeszerződés átadta a német jogokat a japánoknak, ahelyett, hogy helyreállította volna a kínai szuverenitást az Csingtaóban. Ez a népszerűtlen intézkedés vezetett a május 4-ei mozgalomhoz. (Ez a Kínai Kommunista Párt történetének kezdete.) Végül 1922-ben amerikai közvetítéssel folyó tárgyalásokon Kína visszakapta a volt német területeket. A brit bérelt terület 1930-ban került vissza Kína szuverenitása, a tartomány igazgatása alá.
1937-ben Japán megtámadta Kínát. A második kínai–japán háború már a második világháború része volt. Santung tartomány egész területét elfoglalták a japán seregek. A vidéki körzetekben azonban erős volt az ellenállás. Erre a japánok a "felperzselt föld" taktikáját alkalmazták. A háború végére a kommunista párt hadserege már a tartomány egyes részeit elfoglalta. A kínai polgárháború négy éve alatt elfoglalták az egészet. 1949-ben megalapították a Kínai Népköztársaság egyik tartománya lett.
Santung az elmúlt években, főleg a keleti részeken, hatalmas gazdasági fejlődésen ment át. Ma már az egész ország egyik leggazdagabb tartománya.

## Földrajz

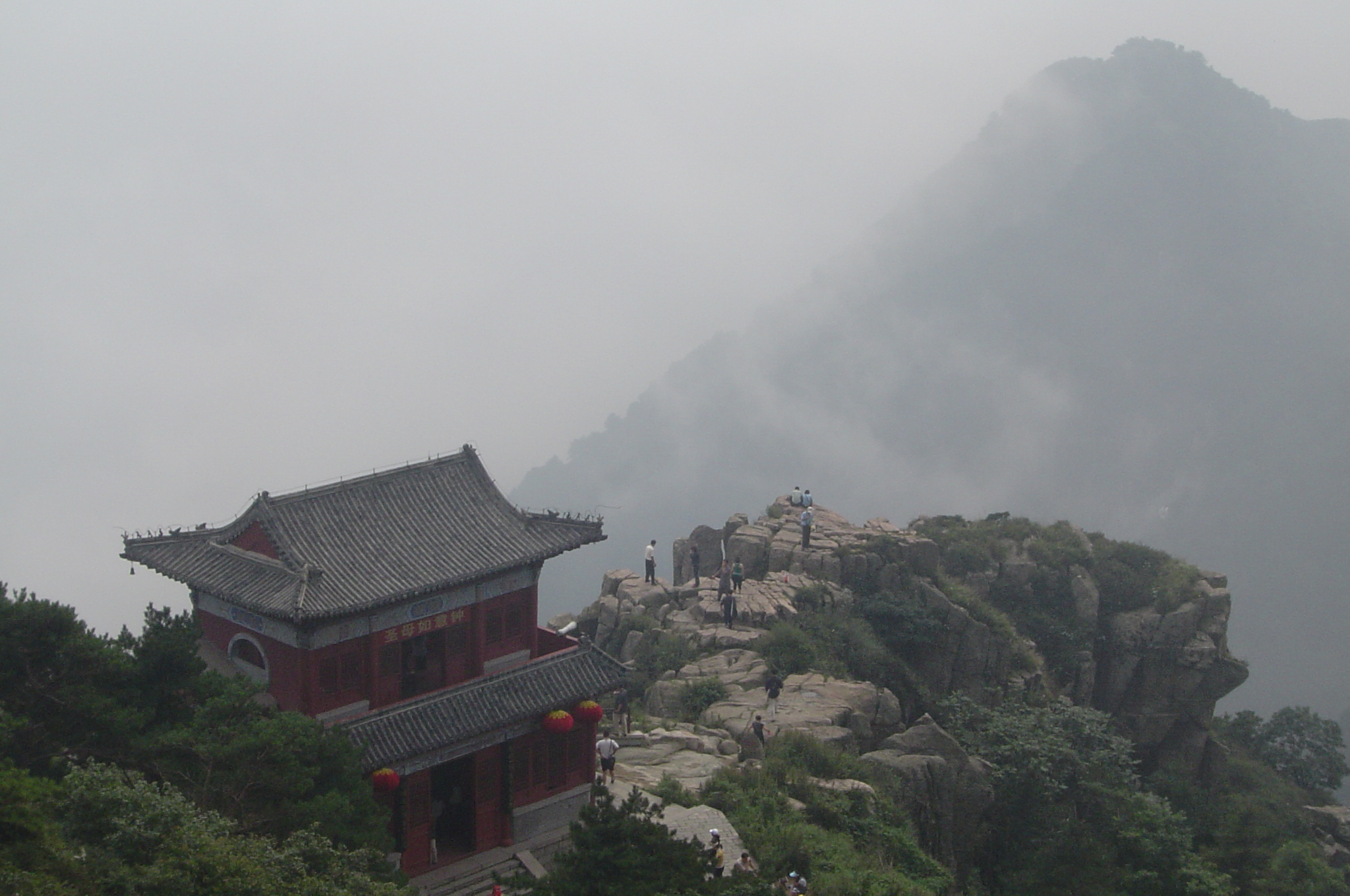
A szent Taj-hegy

Santung nagyrészt lapos területen helyezkedik el. Az északnyugati, nyugati és délnyugati részei a hatalmas Kínai-alföld részeit képezik. A tartomány középső részein találhatók hegyes részek is, mint például a Taj-hegy. A tartomány keleti részén lévő Santung-félsziget elsősorban hegyes. A félsziget elválasztja egymástól az északnyugaton lévő Pohaj-tengert a keleten és délen lévő Sárga-tengertől. A tartomány legmagasabb pontja a Taj-hegy egyik csúcsa (1545 m).
Santung nyugati részét átszeli a Sárga-folyó, majd az észak részénél ömlik a tengerbe. A kínai Nagy-csatorna északnyugaton lép be a tartományba és délnyugaton távozik. Az itt található legnagyobb területű tó a Nanszi-tó. Santung 3000 m hosszú sziklás tengerparttal büszkélkedhet.
A területre a mérsékelt öv jellemző. A nyár forró és esős (néhány tengerparti terület kivételével), a tél pedig hideg és száraz. Az átlaghőmérséklet januárban –5 és 1 °C között, júliusban pedig 24 és 28 °C között alakul. Az éves csapadék mennyiség 550–950mm, amelynek a többsége a nyáron esik a monszun esőzések hatására.

## Közigazgatási beosztása
Santungban 17 prefektúraszintű város van:
| Térkép                      | #                     | Név                                                 | Székhely             | Hanzi Pinjin | Terület (km²) | Népesség (2010)[forrás?] |
| --------------------------- | --------------------- | --------------------------------------------------- | -------------------- | ------------ | ------------- | ------------------------ |
|                             |                       |                                                     |                      |              |               |                          |
| — Altartományszintű város — |                       |                                                     |                      |              |               |                          |
| 1                           | Csinan (Jinan)        | Sizhong körzet (Sizhong körzet (Jinan))             | 济南市 Jǐnán Shì     | 8,177        | 6,814,000     |                          |
| 2                           | Csingtao (Qingdao)    | Sinan körzet (Shinan körzet)                        | 青岛市 Qīngdǎo Shì   | 11,026       | 8,715,100     |                          |
| — Prefektúraszintű város —  |                       |                                                     |                      |              |               |                          |
| 3                           | Pincsou (Binzhou)     | Pindzseng körzet                                    | 滨州市 Bīnzhōu Shì   | 9,447        | 3,748,500     |                          |
| 4                           | Töcsou (Dezhou)       | Töcseng körzet                                      | 德州市 Dézhōu Shì    | 10,356       | 5,568,200     |                          |
| 5                           | Tungjing (Dongying)   | Tungjing körzet (Dongying körzet)                   | 东营市 Dōngyíng Shì  | 7,923        | 2,035,300     |                          |
| 6                           | Hocö (Heze)           | Mutan körzet                                        | 菏泽市 Hézé Shì      | 12,238       | 8,287,800     |                          |
| 7                           | Csining (Jining)      | Sicsung körzet (Csining) (Shizhong körzet (Jining)) | 济宁市 Jìníng Shì    | 11,285       | 8,081,900     |                          |
| 8                           | Lajvu (Laiwu)         | Lajcseng (Laicheng)                                 | 莱芜市 Láiwú Shì     | 2,246        | 1,298,500     |                          |
| 9                           | Liaocseng (Liaocheng) | Tungcsangfu körzet (Dongchangfu körzet)             | 聊城市 Liáochéng Shì | 8,714        | 5,789,900     |                          |
| 10                          | Linji (Linyi)         | Lansan körzet (Lanshan körzet)                      | 临沂市 Línyí Shì     | 17,186       | 10,039,400    |                          |
| 11                          | Zsicsao (Rizhao)      | Tungkang körzet (Donggang körzet)                   | 日照市 Rìzhào Shì    | 5,310        | 2,801,100     |                          |
| 12                          | Tajan (Tai'an)        | Tajsan körzet (Taishan körzet)                      | 泰安市 Tài'ān Shì    | 7,761        | 5,494,200     |                          |
| 13                          | Vejfang (Weifang)     | Kujven (Kuiwen)                                     | 潍坊市 Wéifāng Shì   | 15,829       | 9,086,200     |                          |
| 14                          | Vejhaj (Weihai)       | Huancuj körzet (Huancui körzet)                     | 威海市 Wēihǎi Shì    | 5,436        | 2,804,800     |                          |
| 15                          | Jentaj (Yantai)       | Lajsan körzet (Laishan körzet)                      | 烟台市 Yāntái Shì    | 13,746       | 6,968,200     |                          |
| 16                          | Caocsuang (Zaozhuang) | Sicsung körzet (Shizhong körzet (Zaozhuang))        | 枣庄市 Zǎozhuāng Shì | 4,550        | 3,729,300     |                          |
| 17                          | Cepo (Zibo)           | Csangtien körzet (Zhangdian körzet)                 | 淄博市 Zībó Shì      | 5,938        | 4,530,600     |                          |

## Turizmus
Santung turisztikai látványosságai közé tartozik:
- Csinan (Jinan): Santung (Shandong) tartomány székhelye a Ming-dinasztia óta. Nevezetes a benne található 72 forrásról.
  - Paotu-forrás: egy kulturális jelentőségű artézi karsztforrás, amelyről Csien-lung kínai császár azt állította, hogy "A mennyek alatti legelső forrás" (天下第一泉).
  - Daming-tó: Jinan legnagyobb tava, amelynek vize a környező forrásokból származik. Szépségéről Marco Polo is beszámolt írásaiban.
  - Ezer buddha-hegy: híresek a hegy sziklás oldalaiba vésett számtalan Buddha-szobrok.
  - Lingjan templom: a Tang-dinasztia négy híres temploma közül az egyik (四大名刹). Itt található a híres Pizhi Pagoda, az ezer Buddha terem és a benne található bronz Buddha szobor.
  - A kínai nagy fal egy része: a létező legrégebbi falszakasz Kínában, amelyet i.e. 685-ben emeltek és amely elér Csinan (Jinan)tól egészen Csingtao (Qingdao)ig.
- Penglaj, híres taoista város a Santung-félsziget északi részén.
- Csingtao (Qingdao), a Sárga-tenger partján fekvő város, amely híres az itt készülő sörről (Tsingtao sör).
  - Ba Da Kuan, nyolc utcából álló terület, amely ősi idők nyolc katonai erődítményét őrzi.
  - Zhan Csiao, a város hosszú, gyalogos mólója.
  - Laosan körzet, turista övezet szép kilátással, amely egyben taoista központ is.
- Csingcsou (Qingzhou), ősi kereskedő központ volt, híres régészeti feltárások színhelye.
- Vejhaj (Weihai), korábbi brit kikötőváros.
- Világörökségi helyszínek:
  - Konfuciusz templom és temető, valamint a Kong család lakhelye Csüfu (Qufu) városban
  - Taj-hegy, szent hegy Tajan (Tai'an)-nál.

## Népesség
| 2010 | 95 793 065  |
| 2020 | 101 527 453 |

## Fordítás
- Ez a szócikk részben vagy egészben  a   Shandong című angol Wikipédia-szócikk ezen változatának fordításán alapul.  Az eredeti cikk szerkesztőit annak laptörténete sorolja fel. Ez a jelzés csupán a megfogalmazás eredetét és a szerzői jogokat jelzi, nem szolgál a cikkben szereplő információk forrásmegjelöléseként.